# Yūdansha
Yūdansha veut dire en japonais « porteur de grade ». Les maîtres d'arts martiaux n'utilisaient pas ce type de nomenclature (voir Grades japonais).
Pour un pratiquant, devenir yudansha est le résultat d'un long travail ; ce n'est cependant pas un aboutissement mais le début d'un engagement du pratiquant à long terme.
Le sensei est lui, « en avant » sur la Voie, un des sens de sen étant cette notion de temps en avance (sen no sen, tai no sen, go no sen, machi no sen).